# Прапор Нового Калинова
Пра́пор Нового Калинова — символ міста Новий Калинів Львівської області, затверджений 25 листопада 2004 року сесією Новокалинівської селищної ради. Уточнений рішенням міської ради від 21 листопада 2005 року.
Автори проекту — А. Гречило та М. Слободянюк.

## Опис прапора
Квадратне полотнище, з нижніх кутів до середини верхнього краю йде білий клин, на якому червоний кетяг калини із зеленим листком, обабіч на синіх полях — по жовтому мечу з крилом, спрямованому вістрям вгору.

## Зміст
Кетяг калини вказує на назву міста, а крилаті мечі символізують військові авіаційні частини, що тут розташовані.